# Кызылегис
Кызылегис (каз. Қызылегіс) — село в Зерендинском районе Акмолинской области Казахстана. Административный центр Кызылегисского сельского округа. Код КАТО — 115667100.

## География
Село расположено на юге района, в 20 км на юго-восток от центра района села Зеренда.

### Улицы[2]
- ул. Абая Кунанбаева,
- ул. Акан Сери,
- ул. Кенесары Касымова,
- ул. Маншук Маметовой,
- ул. Орталык,
- ул. Шокана Уалиханова.

### Ближайшие населённые пункты
- село Карашилик в 7 км на востоке,
- село Коктерек в 9 км на севере,
- аул Богенбай би в 12 км на западе,
- село Ортаагаш в 12 км на севере.

## Население
В 1989 году население села составляло 855 человек (из них казахов 72%).
В 1999 году население села составляло 541 человек (282 мужчины и 259 женщин). По данным переписи 2009 года, в селе проживало 349 человек (173 мужчины и 176 женщин).
| Численность населения | Численность населения | Численность населения |
| 1989                  | 1999                  | 2009                  |
| --------------------- | --------------------- | --------------------- |
| 855                   | ↘541                  | ↘349                  |